# Мозази
Мозази — река в Нанайском районе Хабаровского края в России.
Длина реки равна  21 км. 
- Код водного объекта — 20030900112118100069844[2].

Начинается в гористой местности, покрытой лесом. Основными древесными породами являются берёза, ясень, кедр, пихта. Течёт в западном направлении.  В среднем течении присутствует липа. Низовья заболочены, там произрастает лиственница. Впадает в реку Мухен справа на расстоянии 53 км от её устья вблизи устья другого притока — реки Пилями. В низовьях пересекается зимником.
Основной приток — река Правая Мозази.

## Комментарий
1. ↑  В Государственном Водном реестре указана длина реки 21 км, что выполняется только при её измерении от истока, обозначенного на картах под названием Левая Мозази.